# 安達曼島凹牙豆娘魚
安達曼島凹牙豆娘魚，又稱安達曼島寬刻齒雀鯛，為輻鰭魚綱鱸形目隆頭魚亞目雀鯛科的其中一種，分布於東印度洋安達曼群島海域，深度1-12公尺，本魚體呈卵圓形而側扁，體為藍紫色，腹部、胸鰭、腹鰭、臀鰭前半部、背鰭硬棘及口部為黃色，胸鰭基部有一黑斑，齒單列，齒端扁平而具缺刻，尾鰭分叉，上下葉深色，背鰭硬棘13枚；背鰭軟條12枚；臀鰭硬棘2枚；臀鰭軟條13枚，體長12.5公分，棲息在珊瑚礁區，以死去鹿角珊瑚築巢而居，生活習性不明。